# Gramy Records
Gramy Records è un'etichetta discografica indipendente ungherese specializzata nella pubblicazione di dischi di musica colta, come jazz, world music e musica classica.

## Storia
Fondata nel 1999 da Attila Egerhazi,, Gramy Records è parte di Gramy Group, che comprende non solo l'etichetta discografica, ma anche uno studio cinematografico e di registrazione, un ufficio di grafica e web design, un'agenzia agenzia pubblicitaria e di gestione degli eventi.
Tra gli artisti famosi, orchestre e gruppi che fanno registrazioni per Gramy Records sono, per esempio:
- Steve Hackett (chitarrista e compositore britannico di rock progressivo)
- Chester Thompson (batterista statunitense)
- Johanna Beisteiner (chitarrista classica austriaca)
- Ben Castle (clarinettista e sassofonista britannico)
- Djabe (gruppo ungherese di jazz e world music)
- Orchestra Sinfonica di Budapest (orchestra ungherese)
- Béla Drahos (flautista e direttore d'orchestra ungherese)